# Ngọc Lân
Ngọc Lân (chữ Hán: 玉麟, tiếng Mãn: ᡳᡠᡳᠯᡳᠨ, Möllendorff: ioilin, ? – 1833), tự Tử Chấn (子振), người thị tộc Cáp Đạt Na Lạp (Hada Nara hala) thuộc Mãn Châu Chính Hoàng kỳ, quan viên nhà Thanh.

## Thời Gia Khánh
Năm Càn Long thứ 60 (1795), Ngọc Lân đỗ Tiến sĩ, được chọn làm Thứ cát sĩ, rồi thụ chức Biên tu. Đầu thời Gia Khánh, Ngọc Lân trải qua 3 lần thăng chức thì được làm đến Tế tửu; rồi lần lượt được nhận các chức vụ Chiêm sự, Nội các Học sĩ. Ngọc Lân tham gia biên soạn Cao Tông thực lục một thời gian dài, thì nhận được đặc chiếu sung vào công tác Tổng biên, khi dâng tác phẩm lên Hoàng đế cũng được ghi tên vào nhóm các Tổng tài. Sau đó Ngọc Lân được vào trực ở Thượng thư phòng; trải qua các chức vụ Lễ bộ, Lại bộ Thị lang, rồi được coi thi Hội. Ngọc Lân phụng mệnh tham gia thẩm tra vụ án ở Thọ Châu, An Huy , tiếp đó tra xét việc thợ đúc quan ngân ở Hồ Bắc bị cắt giảm lương – tiền, khiến quan viên đầu tỉnh đều chịu khiển trách. Sau đó Ngọc Lân đi Hồ Nam, Giang Tây, Trực Lệ, Hà Nam tra án, được người thời ấy khen là công chánh.
Năm Gia Khánh thứ 12 (1807), Ngọc Lân được làm Đốc An Huy Học chính, rồi điều đi Giang Tô.
Năm thứ 16 (1811), Ngọc Lân được kiêm chức Hữu dực Tổng binh; sau đó bị kết tội sai lầm trong việc thuyên chuyển quan viên khi còn ở bộ Lại, chịu đoạt chức. Ít lâu sau, Ngọc Lân được thụ chức Nội các Học sĩ, kiêm Hộ quân Thống lĩnh, Tả dực Tổng binh, rồi được thăng Hộ bộ Thị lang.
Năm thứ 18 (1813), tháng 8, xa giá từ Nhiệt Hà quay về, Ngọc Lân nghênh đón ở Bạch Giản, rồi về kinh trước. Đúng lúc nghĩa quân Thiên Lý giáo của Lâm Thanh tấn công Tử Cấm thành, Ngọc Lân soái bộ thuộc tham gia đánh dẹp; sau đó bị kết tội canh phòng lười nhác, bị cách toàn bộ chức vị.
Năm thứ 19 (1814), Ngọc Lân phong Tam đẳng Thị vệ, đi Diệp Nhĩ Khương làm việc.
Năm thứ 22 (1817), Ngọc Lân được gia hàm Phó Đô thống, sung chức Trú Tạng Đại thần. Sau đó Ngọc Lân được trải qua các chức vụ Tả dực Tổng binh, Phó Đô thống Hán quân Tương Bạch kỳ, rồi được thăng làm Tả đô Ngự sử, Thượng thư Lễ bộ, Lại bộ và Binh bộ.

## Thời Đạo Quang
Năm Đạo Quang thứ 4 (1824), Ngọc Lân nhận mệnh làm Quân cơ đại thần Thượng hành tẩu.
Năm thứ 6 (1826), Trương Cách Nhĩ thuộc thị tộc Hòa Trác (Jahanghir Khoja) nổi dậy ở Hồi Cương, chiếm 4 thành Khách Thập Cát Nhĩ, Anh Cát Sa Nhĩ, Diệp Nhĩ Khương, Hòa Điền. A Khắc Tô biện sự đại thần Trường Thanh có thể đơn độc cố thủ và đẩy lùi địch, trước đây là nhờ Ngọc Lân tiến cử, nên triều đình giáng chiếu khen ngợi, ban cho ông Hoa linh.
Năm thứ 7 (1827), Ngọc Lân được kiêm chức Hàn Lâm viện Chưởng viện Học sĩ, sung chức Thượng thư phòng Tổng sư phó, gia hàm Thái tử Thiếu bảo.
Năm thứ 8 (1828), nhà Thanh bình định xong Hồi Cương, Ngọc Lân được tấn hàm Thái tử Thái bảo, vẽ tranh treo ở gác Tử Quang.
Đạo Quang Đế đang muốn củng cố biên thùy phía Tây, cho rằng Ngọc Lân biết rõ tình hình vùng biên, vào năm thứ 9 (1829), đặc mệnh cho ông ra làm Y Lê Tướng quân. Ngọc Lân dâng sớ nói Hạo Hãn (Kokand) chẳng chịu ngồi yên, không nên điều động quân đội đi nơi khác; bọn A Thản Đài, Thái Liệt Khắc chỉ xin quy thuận ngoài miệng , cần tăng cường quân đội để phòng bị; ngoài ra ông khen ngợi Y Tát Khắc (Isak) trung dũng đắc lực, đề nghị trọng thưởng cho bọn Cận di Bố Hô , khiến họ trở thành tai mắt cho quan quân. Triều đình giáng chiếu làm theo lời ấy, còn lệnh cho Khách Thập Cát Nhĩ Tham tán đại thần Trát Long A phòng bị. Nhưng Trát Long A tin lầm bọn Thái Liệt Khắc, không cho là phải.
Mùa thu năm thứ 10 (1830), người An Tập Duyên (Andijan) quả nhiên dẫn lối cho quân Hạo Hãn xâm phạm, Khách Thập Cát Nhĩ Bang biện đại thần Tháp Tư Cáp soái binh ngăn chặn, bị mai phục giết chết. Trát Long A sắp bỏ thành chạy về giữ A Khắc Tô, Ngọc Lân gấp dâng sớ, xin triều đình đòi bọn Trường Thanh nhanh chóng trù bị lương thảo, Cáp Phong A nhanh chóng tiến đánh, lấy ra 4500 lính ở Y Lê, lệnh cho Dung An soái lãnh đi cứu viện. Dung An đến A Khắc Tô, cùng Trường Thanh bàn bạc; Trường Thanh cho rằng giữa đường có Đóa Lan Hồi Tử cản trở, lệnh cho Cáp Phong A, Hiếu Thuận Đại từ đồng cỏ Hòa Điền tiến binh. Ngọc Lân dâng sớ phản đối, cho rằng quan quân nên xuất phát từ Diệp Nhĩ Khương đi thẳng đến Khách Thập Cát Nhĩ, thay vì theo lối Hòa Điền gặp nhiều cản trở. Đạo Quang Đế khen ngợi, nhưng vẫn đốc thúc Cáp Phong A tiến binh không đổi. Đến khi Trường Linh đốc bọn Dương Phương, Hồ Siêu đem đại binh đến Khách Thập Cát Nhĩ, Anh Cát Sa Nhĩ thì kẻ địch đã rút xa. Ngọc Lân cho rằng quan quân ở đây đã lên đến 4 vạn người, hàng tháng dùng hết 1500 vạn thạch lương thực, chi phí vận chuyển hao hết hơn 10000 lạng bạc, vì thế không cần điều binh từ Thiểm, Cam đến nữa; triều đình nghe theo.
Khi xưa thủ lĩnh người Hồi mang hàm Bối tử là Y Tát Khắc dẫn dụ Trương Cách Nhĩ, giúp quan quân bắt được hắn ta, được triều đình phong tước Đa La Quận vương, nhưng cũng chịu sự bài xích của thủ lãnh các bộ tộc khác. Sau đó một âm mưu binh biến bị phát giác, quan quân giết thủ phạm, trục xuất dân chúng tham gia; có kẻ nhân đó vu cáo Y Tát Khắc thông mưu vơi thủ phạm, rồi kéo nhau đến cướp bóc gia đình ông ta, còn giết hại hơn 200 người Hồi tránh loạn. Trát Long A không thể áp chế cuộc bảo động, còn hùa theo bọn họ, giam cầm Y Tát Khắc. Ngọc Lân cho rằng Y Tát Khắc được phong Vương tước, trợ giúp kẻ khác làm loạn là vô lý, huống hồ con cháu của ông ta làm con tin ở A Khắc Tô, gia sản đều ở Khố Xa, há không lo sợ ư? Ngọc Lân dâng sớ trình bày những điều khả nghi, triều đình mệnh cho Trường Linh tra xét, bắt quả tang Trát Long A sợ tội, muốn giết người diệt khẩu; đến khi bọn Ủy viên Chương kinh cùng dâng tấu xác nhận chứng cứ phạm tội thì Trát Long A chịu đền tội, Y Tát Khắc được khôi phục chức tước, khiến dân Hồi cả phục.
Bấy giờ triều đình bàn luận về tình hình Hồi Cương, Ngọc Lân dâng sớ, phản đối ý định tái lập Thổ tư ở những biên thành đã cải thổ quy lưu, cho rằng muốn nhập Hồi Cương vào bản đồ Trung Quốc thì phải thiết lập quan quân trú phòng ở những nơi ấy, đồng thời phản đối Tham tán đại thần dời từ Khách Thập Cát Nhĩ về A Khắc Tô. Vì thế triều đình giáng chiếu cho Trường Linh bí mật trình bày tình hình, kết hợp với lời tâu của nhiều người khác, rồi giao cho Ngọc Lân trù tính kế hoạch sáp nhập Hồi Cương.
Năm thứ 11 (1831), Ngọc Lân cùng Trường Linh dâng sớ, Đạo Quang Đế bèn dời tham tán đại thần sang trú ở Diệp Nhĩ Khương, để dễ bề không chế Hồi Cương.
Năm thứ 12 (1832), việc xong, Ngọc Lân quay về Y Lê, luân phiên điều động binh sĩ đồn thú để cân bằng canh phòng – nghỉ ngơi. Thành Huệ Viễn được xây dựng ở bờ nam Hoàng Hà , Ngọc Lân định lệ sửa sang thành trì hằng năm; đem đất chưa gieo trồng cấp cho dân Hồi, thu tô để sung làm lương thực của quân đội, còn chu cấp cho những kẻ khốn khó được thuê mướn để giúp việc vặt. Ngoài ra Ngọc Lân thúc đẩy quá trình Hán hóa bằng cách sửa sang trường học, xây dựng Văn miếu; Đạo Quang Đế đặc biệt ban biển ngạch để tỏ ra xem trọng việc này, khiến phong trào học tập văn hóa Hán ở Tân Cương được nâng cao.
Năm thứ 13 (1833), Ngọc Lân nhận mệnh hồi kinh, triều đình lấy Đặc Y Thuận Bảo thay thế ông. Nhưng Ngọc Lân về đến Thiểm Tây thì mất, Đạo Quang Đế nghe tin thì thương xót, giáng chiếu ban tuất, tặng hàm Thái bảo, đưa vào thờ trong Hiền Lương từ. Linh cữu về đến kinh sư, Đạo Quang Đế đích thân đến viếng, ban thụy Văn Cung. Người Y Lê xin lập từ để cúng tế, triều đình đồng ý.